# Hauptweg und Nebenwege

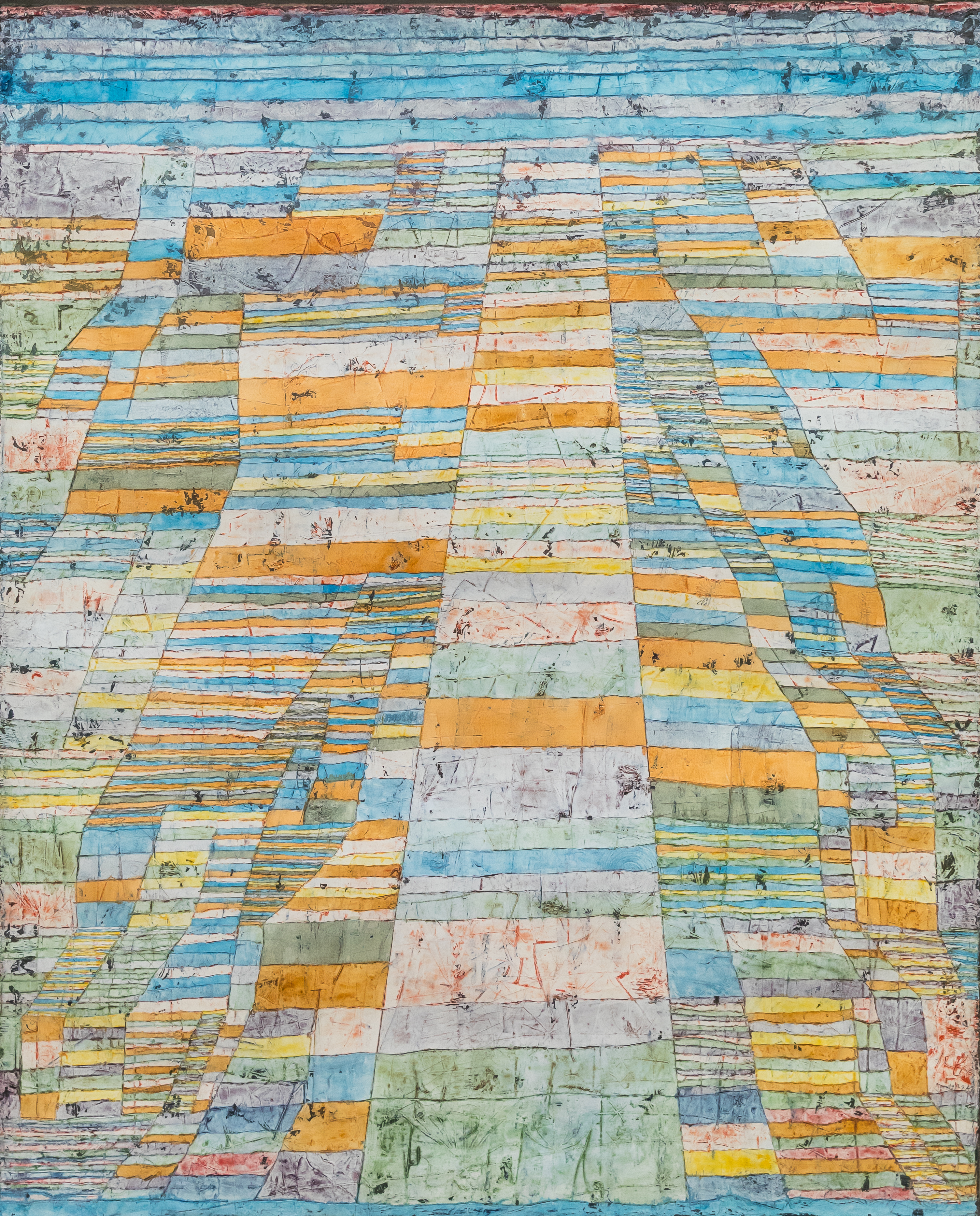
Hauptweg und Nebenwege, 1929, Öl auf Leinwand, 83,7 × 67,5 cm, Museum Ludwig, Köln

Hauptweg und Nebenwege ist ein Gemälde von Paul Klee. Es gehört zur Gruppe seiner zahlreichen Lagen- und Streifenbilder und entstand im Januar 1929 nach Klees zweiter Ägyptenreise.
Als Leihgabe von Werner Vowinckel wurde es zunächst im Kölner Wallraf-Richartz-Museum gezeigt und ist heute im Museum Ludwig zu sehen.

## Thema
Der Titel des Bildes und dessen Konnotationen korrespondieren mit seinem Aufbau. In der Mitte verläuft der gerade konturierte Hauptweg, mehrfach unterteilt, durch Farbkontraste differenziert, die sich vor allem zwischen Blau-Orange und Rot-Grün bewegen, dabei fast auf die Mitte ausgerichtet und sich in seiner horizontalen Binnengliederung schichtweise verjüngend.
Dabei ist der Hauptweg nicht nur Weg, sondern auch ein „bis zur hohen Zone des streifigen Blau und Violett 45mal quergeteilter Felderstreifen“, eher also ein „Bild der himmelstragenden Treppe einer Stufenpyramide“. Links und rechts davon verlaufen die kleinteiliger gestalteten Nebenwege sehr viel unregelmäßiger als verschlungene und ungeordnete Pfade, die teils im Nichts, teils ebenso am selben blau-grauen Horizont enden, der auch dem Hauptweg sein klares Ziel zu geben scheint.

## Technik
Hauptweg und Nebenwege zählt zu den großformatigsten Werken des Künstlers. Noch größere Ölgemälde entstanden in nennenswerter Zahl erst in den 1930er Jahren. Ungewöhnlich ist neben dem Format und dem programmatischen Titel auch die Technik: Öl auf einer gipsgrundierten und auf Keilrahmen aufgezogenen Leinwand, die Klee zumindest bis zum Jahre 1929 nur in wenigen Fällen und auch später nicht sehr häufig verwandte. Hauptweg und Nebenwege gilt daher – und natürlich aufgrund der vielen geistreichen Deutungen – uneingeschränkt als ein Schlüsselwerk Paul Klees.
Für den Bildaufbau von Hauptweg und Nebenwege wurde der größte Teil des Liniengerüstes in einen frischen Gipsgrund geritzt, im Falle der beiden Begrenzungen des Hauptweges mit einem scharfen Griffel und mit Hilfe eines Lineals, in fast allen anderen Fällen mit der freien Hand und einem gröberen Instrument, das an einigen Stellen Verwerfungen und Grate in der Grundierung hinterlassen hat.
Die Zuordnung zu den Streifenbildern, einer Gruppe von gut fünf Dutzend Zeichnungen, farbigen Werken und einer Radierung, deren formale Gestalt größtenteils auf einer horizontalen Anordnung von Bildfeldern und einem mehr oder minder konsequent angewendeten Konstruktionsprinzip basiert, leitet sich sowohl aus den wie Lagen aufeinander geschichteten Bildfeldern als auch aus Klees eigener Nomenklatur ab.
Das dem Gemälde Hauptweg und Nebenwege und fast allen Bildern derselben Werkgruppe mehr oder weniger exakt zugrundeliegende, von Klee auch als „Cardinalprogression“ bezeichnete Strukturgesetz lässt sich folgendermaßen charakterisieren: Ausgangspunkt der Bildkonstruktion ist die Lage, ein als Norm verstandenes waagerechtes Bildfeld von zumeist länglicher Ausdehnung, das beim Zusammentreffen mit einer unregelmäßig gesetzten vertikalen oder schrägen Linie halbiert wird. Bei jedem erneuten Zusammentreffen der nun geteilten Lage mit Vertikalen oder Schrägen erfolgt ihre erneute Halbierung, woraus weitere Unterteilungen im Rhythmus von 1/4, 1/8 und 1/16 resultieren. Die von den unregelmäßig in der Bildfläche positionierten Schräg- und Vertikalstrichen ausgehende Unterteilung verstand Klee als individuelles, die regelmäßig geschichteten Lagen selbst als dividuelles Ordnungsprinzip. Das Individuelle wird also mit Unregelmäßigkeit, das Dividuelle mit Regelmäßigkeit assoziiert. Vorformen dieser Schichtung von Lagen und Anordnung von Linien sind aus früheren Werken Klees und aus seinem Bauhausunterricht bekannt. Doch erst beginnend mit dem Jahre 1929, nach seiner Rückkehr aus Ägypten, ordnete Klee die Zusammenstellung horizontaler Parallellinien und der dazwischen angesiedelten Farbfelder nach der genannten Teilungsregel der „Cardinalprogression“ an.

## Rezeption
Horst Keller, Direktor im Wallraf-Richartz-Museum, nannte Hauptweg und Nebenwege ein „unbeschreibliches Zauberbild“. Es zeige eine unermessliche Landschaft, mit der „allersublimsten Malerei“ ausgedrückt, „die nicht von einem Menschen erdacht zu sein und nicht von einem mit der Hand geführten Pinsel hingeschrieben“ scheine.
Die Kunstkritik war sich weitgehend einig, dass das Gemälde Hauptweg und Nebenwege den optimistischen Geist des Südens atme. Es spiegele unmittelbare Licht- und Farberfahrungen wider, die Klee (wie andere Künstler vor ihm) in den Mittelmeerländern, im Ursprungsraum der westlichen Kultur, gesammelt hatte, in diesem Fall in Ägypten. Ihre Farbigkeit zeuge – so die in der älteren Literatur vorherrschende Meinung – von den in Ägypten erfahrenen atmosphärischen Eindrücken und weise die Spuren einer uralten Kultur auf. Das Blau erinnere an das Wasser des Nils, die Erdfarben an seinen Schlamm, das Gelb-Orange an die ägyptische Sonne, die Farbschichtungen an Ornamentbänder in den Grabkammern Assuans. Die verzweigten Nebenwege könne man zudem mit den Verzweigungen von Bewässerungskanälen in Zusammenhang bringen, die Klee selbst in einem Brief aus Ägypten beschreibt. Nach seiner Rückkehr ins heimische Dessau berichtet der Künstler seiner Frau in einem weiteren Brief von der besonderen Atmosphäre während der Arbeit an seinem Aquarell Monument im Fruchtland, über das er Folgendes mitteilt: „Ich male eine Landschaft etwa wie den Blick von den weiten Bergen des Tales der Könige ins Fruchtland. Die Polyphonie zwischen Untergrund und Atmosphäre ist so locker wie möglich gehalten.“ 
Inspiriert von dem Gemälde komponierte der Schweizer Komponist Christian Henking 1992 sein Gitarrensolo Sillis. Thomas Blumenthal spielte es 2002 auf die CD 8 Pieces on Paul Klee von Creative Works Records ein.
Der Komponist Michael Denhoff schrieb 1998 ein fast dreistündiges Klavierquintett, das in bewusster Anlehnung an Klee den Titel Hauptweg und Nebenwege – Aufzeichnungen op. 83 trägt. Das Werk wurde im Jahr 2000 beim Internationalen Beethovenfest in Bonn durch das Auryn Quartett und Birgitta Wollenweber (Klavier) uraufgeführt. Eine CD-Einspielung erschien 2005 beim Label col legno mit dem Vogler-Quartett und Birgitta Wollenweber.